# 森弗勞爾 (阿拉巴馬州)
森弗勞爾爾（英語：Sunflower）是位於美國阿拉巴馬州華盛頓縣的一個非建制地區。該地的面積和人口皆未知。

## 地理
森弗勞爾爾的座標為31°22′57″N 88°00′30″W / 31.38250°N 88.00833°W，而該地的平均海拔高度為7米（即23英尺）。